# V473 Возничего
V473 Возничего (лат. V473 Aurigae) — одиночная переменная звезда в созвездии Возничего на расстоянии (вычисленном из значения параллакса) приблизительно 18375 световых лет (около 5634 парсеков) от Солнца. Видимая звёздная величина звезды — от +12,7m до +11,9m.

## Характеристики
V473 Возничего — оранжевая углеродная пульсирующая медленная неправильная переменная звезда (LB:) спектрального класса C. Эффективная температура — около 3891 K.